# Barup (Guldborgsund Kommune)
 For alternative betydninger, se Barup. (Se også artikler, som begynder med Barup)
Barup er en lille landsby i Lillebrænde Sogn på Falster, ca. 5 kilometer vest for Stubbekøbing. Landsbyen befinder sig i Guldborgsund Kommune og hører til Region Sjælland.
Barup ligger ved den nordlige del af fuglereservatet Barup Sø.
|  | Denne artikel om lokaliteten Barup (Guldborgsund Kommune) kan blive bedre, hvis der indsættes et (bedre) billede. Du kan hjælpe ved at afsøge Wikimedia Commons for et passende billede eller lægge et op på Wikimedia Commons med en af de tilladte licenser og indsætte det i artiklen. |

54°53′25″N 11°58′31″Ø / 54.89028°N 11.97528°Ø